# قتاد خردلي
القَتَاد الخردلي (باللاتينية: Astragalus siliquosus) نوع نباتي عشبي من جنس القتاد.

## البيئة والانتشار
موطنه بلاد الشام وتركيا.